# 創作子どもSF全集
創作子どもSF全集（そうさくこどもエスエフぜんしゅう）は、1969年から1971年にかけて国土社から刊行された書下ろしジュブナイルSF小説の叢書。
A5変型版、函入りハードカバー。全二期20巻。
2006年に国土社より20巻揃い（箱入り、分売不可）として復刻再刊された。

## 刊行一覧
1. 『孤島ひとりぼっち』（矢野徹、梶鮎太絵） 1969.1
2. 『砂のあした』（小沢正、井上洋介絵） 1969.6
3. 『宇宙バス』（香山美子、小林与志絵） 1969.3
4. 『犬の学校』（佐野美津男、中村宏絵） 1969.2
5. 『日本子ども遊撃隊』（北川幸比古、田島征三絵） 1969.1
6. 『消えた五人の小学生』（大石真、山藤章二絵） 1969.6
7. 『少年エスパー戦隊』（豊田有恒、藤沢友一絵） 1969.5
8. 『宇宙にかける橋』（福島正実、石田武雄絵） 1970.5
9. 『あの炎をくぐれ!』（光瀬龍、石田武雄絵） 1970.5
10. 『おかしの男』（杉山径一、小林与志絵） 1969.11
11. 『フィルムは生きていた』（谷真介、赤坂三好絵） 1970.8
12. 『宇宙ヨット旅行』（瀬川昌男、伊藤展安絵） 1970.8
13. 『遠くまでゆく日』（三田村信行、菊地薫絵） 1970.11
14. 『ハチュウ類人間』（立花広紀、木村正志絵） 1970.10
15. 『プラスチックの木』（香山美子、杉浦範茂絵） 1970.11
16. 『ぼくのまっかな丸木舟』（久保村恵、中村宏絵） 1970.11
17. 『だけどぼくは海を見た』（佐野美津男、中村宏絵） 1970.12
18. 『コンピューター人間』（桜井信夫、斎藤博之絵） 1971.1
19. 『帰ってきたゼロ戦』（砂田弘、田代三善絵） 1971.03
20. 『シュリー号の宇宙漂流記』（今日泊亜蘭、斎藤博之絵） 1971.4